# Tatra 603 MB
Tatra 603 MB – prototyp minibusu, który powstał w 1961 roku w zakładach Tatry w Bratysławie. Zakład uruchomiono w 1960 r. i był to pierwszy projekt, jaki tam stworzono.

## Opis modelu

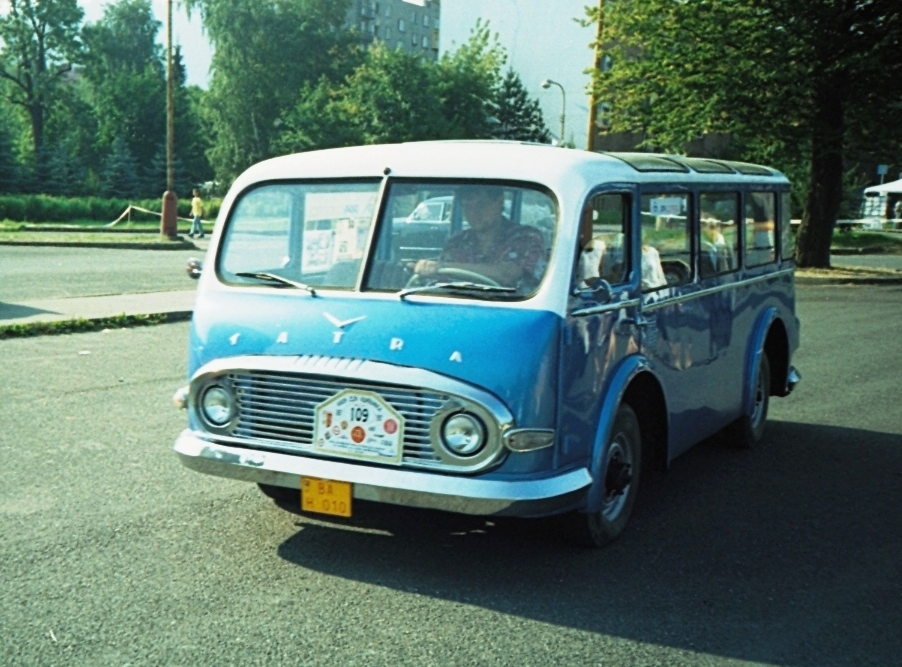
Tatra 603 MB w 1997 r. w Kopřivnicy

Minibus miał być rozbudowaną wersją modelu Tatra 603, przy czym konstruując nadwozie brano za wzór rozwiązania zastosowane w modelu terenowej Tatry 805. Oprócz minibusu planowano również produkcję innych odmian - ambulansu i pick-upa. Skonstruowany model Tatry 603 MB miał 11 miejsc siedzących, pojemność silnika 2545 cm³, osiągał prędkość 120 km/h i spalał 16 litrów na 100 kilometrów. Miał napęd na przednie koła jako jedyny, oprócz innego prototypu (Tatry 603 NP), wśród modeli tej marki samochodów. Konstrukcja wozu (m.in. szeroki rozstaw kół) sprawiała, że bardzo dobrze zachowywał się na zakrętach, miał też dobrą amortyzację, co wpływało na komfort jazdy.
Ostatecznie do masowej produkcji tego nowoczesnego, na owe czasu, modelu nie doszło, gdyż zmieniła się koncepcja produkcyjna firmy. Obecnie istnieje jeden egzemplarz, który znajduje się w Muzeum Transportu w Bratysławie. Jest on w pełni sprawny i czasem bierze udział w różnych wystawach oraz zlotach miłośników motoryzacji.